# Monika und die Sechzehnjährigen
Monika und die Sechzehnjährigen ist ein deutscher Erotikfilm aus dem Jahre 1975. Regie führte Charly Steinberger.

## Handlung
Die hübsche aber ein wenig scheue Monika ist Schülerin in einem noblen Internat. Sie plant, die anstehenden Herbstferien vor Ort zu bleiben, um zusammen mit vier Freundinnen Naturstudien zu betreiben. Sie wollen das Wesen von Fröschen erforschen, um mit ihren Erkenntnissen an einem „Jugend forscht“-Wettbewerb teilzunehmen. Doch bald gilt das Interesse der pubertierenden Mädchen nur noch dem gutaussehenden Sohn der Internatsleiterin, der soeben eingetroffen ist, um seiner Mutter einen Besuch abzustatten. Die Mädchen setzen all ihre Reize ein, um Johannes zu verführen. 
Zu ihrem Schrecken müssen die fünf Mädels erfahren, dass der schüchterne Johannes Priester werden möchte und daher auch mit Monsignore Viktor Berend, dem Bruder der Direktorin, Kontakt aufgenommen hat. Dieser bestärkt ihn zum Theologiestudium. Fortan versuchen Monika und die Sechzehnjährigen alles, damit der junge Mann der Frauenwelt nicht verloren geht. Nach langem Hin und Her gelingt es schließlich Monika, das Herz des schüchternen und unerfahrenen Johannes für sich zu gewinnen…

## Produktionsnotizen
Der Film entstand im Herbst 1974 nach einer Vorlage von Willibald Eser und ist die einzige Kinofilmregie des österreichischen Kameramanns Charly Steinberger. Die Uraufführung fand am 20. Juni 1975 statt.
Neben einer Reihe von weitgehend filmunerfahrenen Teenagern konnte Steinberger die bekannten Schauspieler Liselotte Pulver, Klausjürgen Wussow und die Ungarin Terry Torday verpflichten, die auch einen Nacktauftritt hat.

## Kritik
Kay Wenigers Das große Personenlexikon des Films nannte Monika und die Sechzehnjährigen einen „albernen Softsexfilm“
Filme 1971–76 urteilte: „Gespreizter, mit alberner Symbolik überfrachteter, in seinem weltanschaulichen Hintergrund ärgerlicher Film der weichen Pornowelle“.